# Paul Gonsalves
Paul Gonsalves (12 de Julho de 1920 - 15 de Maio de 1974) foi um saxofonista de jazz norte-americano de ascendência cabo-verdiana.